# Téonsgo (Zogoré)
Pour les articles homonymes, voir Téonsgo.
Téonsgo est une localité située dans le département de Zogoré de la province du Yatenga dans la région Nord au Burkina Faso.

## Géographie
Téonsgo se trouve à 6 km au nord-est de Zogoré, le chef-lieu du département, et à environ 23 km au sud-ouest du centre de Ouahigouya. Le village est traversé par la route nationale 10 allant de Ouahigouya à Tougan.

## Économie
L'économie du village est essentiellement agro-pastorale.

## Santé et éducation
Le centre de soins le plus proche de Téonsgo est le centre de santé et de promotion sociale (CSPS) de Zogoré tandis que le centre hospitalier régional (CHR) se trouve à Ouahigouya.
Téonsgo possède une école primaire publique.